# Kopanmaa
Kopanmaa är en kulle i Finland. Den ligger i Virmo i landskapet Egentliga Finland, i den sydvästra delen av landet, 160 km väster om huvudstaden Helsingfors. Toppen på Kopanmaa är 79 meter över havet.
Terrängen runt Kopanmaa är platt. Runt Kopanmaa är det ganska glesbefolkat, med 22 invånare per kvadratkilometer. Närmaste större samhälle är Virmo, 17,0 km väster om Kopanmaa. I omgivningarna runt Kopanmaa växer i huvudsak barrskog.